# Гамбье, Джеймс, 1-й барон Гамбье
Джеймс Гамбье, 1-й барон Гамбье (англ. James Gambier; 13 октября 1756 — 8 января 1833) — флотский офицер, губернатор Ньюфаундленда и лорд Адмиралтейства, впоследствии рыцарь ордена Бани и Адмирал флота.

## Биография
Родился 13 октября 1756 года на острове Нью-Провиденс на Багамах, сын Джона Гамбье, вице-губернатора Багамских островов, и Деборы Стайлс (Stiles);
Связь Джеймса с Королевским флотом началась в 1767 году, в возрасте 11 лет, когда он был занесен в судовую роль HMS Yarmouth, которым командовал его дядя Джеймс Гамбье. С ним в 1769 году он перешёл на HMS Salisbury (60), а в 1772 году служил на HMS Chatham (50) в Подветренной эскадре, под командованием контр-адмирала Парри. Далее он перевелся на шлюп HMS Spy, а затем получил назначение в Англию, на HMS Royal Oak (74), в тот момент брандвахту в Спитхеде.
12 февраля 1777 года, во время службы на Североамериканской станции, он получил звание лейтенанта. После этого назначался последовательно на шлюп Shark, фрегат HMS Hind (24), линейный HMS Sultan (74) под командованием вице-адмирала Шулдама, и наконец HMS Ardent (64) под флагом своего дяди.

### Самостоятельное командование
9 марта 1778 года лорд Хау сделал его коммандером. 22 июля того же года, командуя бомбардирским HMS Thunder, он потерял мачты и был взят в плен кораблями Hector и Valliant эскадры графа д’Эстена. Вскоре его обменяли, а 9 октября 1778 года он стал полным капитаном и принял в командование трофейный HMS Raleigh. В 1780 году был переведен на HMS Endymion и с ним вернулся в британские воды.
В 1783 году, по окончании войны, Гамбье перешёл в резерв на половинное жалование. Женился в июле 1788 года в Лондоне на Луизе Мэтью (англ. Louisa Matthew); брак был бездетным.

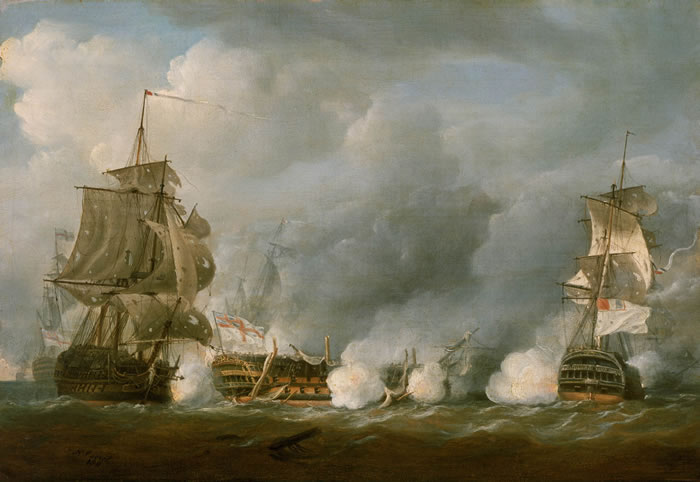
HMS Defence (в центре) при Первом июня

Капитан Гамбье вернулся к активной службе с объявлением войны Франции в феврале 1793 года. Был назначен командовать HMS Defence (74) в составе Флота Канала лорда Хау. С ним был при Первом июня; в день главного сражения вырвался вперед британской линии, первым вступил в бой; понес большие потери: 17 убитых и 36 раненых. По свидетельствам, после сигнала «пройти сквозь линию противника и вступить в бой с подветра» его первый лейтенант предложил Гамбье привести к ветру и дождаться остальных, на что тот ответил, сигнал был сделан, и он намерен его выполнять. Такой храбрый манёвр заслужил ему восхищение всего флота.
И все же на флоте Гамбье прославился не столько как компетентный офицер, сколько как набожный человек и евангелист. Эта репутация сопровождала его всю жизнь. Матросы прозвали его «постный Джимми» (англ. Dismal Jimmy), как за набожность, так и за вечно сумрачный вид и строгое одеяние, которое он часто предпочитал мундиру. А прозвища, данные в нижней палубе, хлестче, и пристают крепче, чем придуманные в салонах или повторяемые в газетах. Даже у друзей-капитанов он вечно был предметом шуток. Так, в день Первого июня капитан HMS Invincible Пакенхем, сам повреждённый, потерявший мачты и вынужденный просить о буксире, не мог удержаться и проходя мимо Defence, крикнул:

Джемми, кого Бог возлюбит, того Он и лупит!
Оригинальный текст (англ.)Jemmy, whom the Lord loveth He chasteneth!

За Первое июня он получил золотую медаль и звание полковника морской пехоты — формальный пост, не сопровождающийся реальными обязанностями, а только жалованием.

### Лорд Гамбье
Гамбье дружили с семьей Питта, и его продвижение на флоте происходило, видимо, благодаря этой связи, а не его опыту. С 7 марта 1795 по 19 февраля 1801 года он был лордом Адмиралтейства, в этот же промежуток был произведен в контр-адмиралы 1 июня 1795 года, и в вице-адмиралы 14 февраля 1799 года. В 1801 году Гамбье стал вторым заместителем Корнуоллиса, командующего Флотом Канала, и поднял свой флаг на HMS Neptune (98). Флот тогда готовился отразить наполеоновское вторжение, ожидаемое со дня на день.

### Губернатор
Весной 1802 года, вскоре после того, как был подписан Амьенский мир, Гамбье был назначен губернатором Ньюфаундленда, сменив сэра Чарльза Мориса Пола. Перерыв в войне дал ему некоторое время заняться гражданскими делами на острове. На флоте он был известен своей набожностью и строгими моральными правилами. На Ньюфаундленде он заработал репутацию помощью школам и благотворительным учреждениям и поощрением духовенства. Когда Уильям Калл (англ. Cull) привёз в Сент-Джон пленную женщину беотук, Гамбье приказал, чтобы с ней хорошо обращались, а позже она возвратилась в своё племя.
Официальная британская политика всегда рассматривала Ньюфаундленд не как колонию, а скорее как поселение при рыбной банке. В итоге возникали несправедливость по отношению к жителям и отсутствие денег, необходимых для общественных работ на острове. Сдавая некоторые земли в аренду под пастбища для овец и коров, Гамбье надеялся дать жителям некую меру уверенности в будущем, и в то же время обеспечить доходы для властей. Сознавая, что сам рыбный промысел перешёл от миграционного к по существу оседлому, он рекомендовал, чтобы незанятые участки вдоль берега, бесплатно застолбленные для рыбаков из Британии, вместо этого сдавались в аренду местным жителям. Значение преемственности в управлении островом было для него очевидно, и он предложил назначить постоянного секретаря. В декабре 1803 года, к концу срока губернаторства, Гамбье подытожил свои взгляды в письме к секретарю делам колоний лорду Хобарту:

Ныне проводимая политика недостаточна для обеспечения счастья и доброго порядка в общине, что является главной целью любого правительства. Это я отношу на счет нежелания властей острова выработать законы для внутреннего управления, а также изыскать суммы, необходимые для производства хоть каких-то общественных работ.
Оригинальный текст (англ.)The present system of policy [... is] insufficient for effecting the happiness and good order of the community which is the chief end of all government. This I attribute to the want of a power in the Island for framing laws for its internal regulation, and for raising sums necessary to promote any measure of public utility.

Понадобилось тридцать лет, прежде чем такое правительство было создано. Во второй половине своего срока Гамбье был вынужден обратить внимание на оборону, так как в июне 1803 года война возобновилась. В тот момент гарнизон Сент-Джон состоял из 63 артиллеристов. Бригадир Джон Скеррет (англ. John Skerrett) получил разрешение собрать полк в 1000 человек, но вербовка шла плохо, потому что запрещалась в течение промыслового сезона. Все время, необходимое для привлечения и подготовки людей, Гамбье сохранял опасения по поводу местной обороны. Хотя его губернаторство на Ньюфаундленде было коротким, его карьера отражает искреннее нравственное стремление к прогрессу, которое породило великие реформаторские движения того времени в Великобритании.

### Полный адмирал

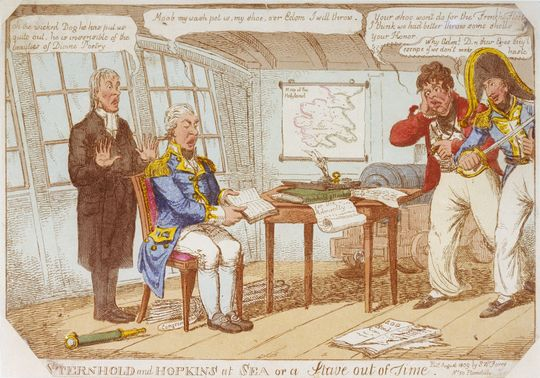
Гамбье с капелланом читает молитву в адмиральской каюте, а Кокрейн и матрос пытаются привлечь их внимание к боевым действиям. Карикатура, 1809

15 мая 1804 года Гамбье был отозван в Адмиралтейство, его сменил на Ньюфаундленде сэр Эразмус Гауэр. 9 ноября 1805 года он стал адмиралом синей эскадры. Командовал флотом, который в 1807 году при Копенгагене «реквизировал» датский флот. Гамбье держал флаг на HMS Prince of Wales. Вместе с генералом Каткартом он наблюдал за бомбардировкой города 2 сентября, а через три дня принял капитуляцию датчан. Кроме 18 линейных, 21 фрегата и многочисленных канонерок и бомбардирских кораблей, британцам досталось множество морских припасов. Этот эпизод принес Гамбье некоторую известность, так как в газеты попал факт бомбардировки жилых кварталов, а не только крепости и порта.
Этот успех был вознагражден баронством 3 ноября 1807 года и командованием Флотом Канала со следующей весны по 1811 год. На этом посту Гамбье показал себя посредственно. В апреле 1809 года запертые его флотом на Баскском рейде французские корабли безусловно требовали уничтожения, но адмирал осторожничал и медлил, приводя в оправдание как риск, так и религиозно-гуманитарные соображения. В итоге главная тяжесть атаки и сожжения французов легла на отряд капитана Коркрейна. Официально Гамбье получил одобрение за успех, но публика и пресса не сомневались, кто главный герой. Позже Кокрейн, считая себя обойденным, потребовал формального разбирательства и делал нападки на адмирала в газетах.
В 1814 году Гамбье был назначен главой британской комиссии, заключившей мирный договор с американцами, которым официально завершилась Англо-американская война. Комиссия состояла из трёх человек: сам Гамбье, адмиралтейский адвокат по имени Уильям Адамс (англ. William Adams) и дипломат низкого ранга Генри Голберн (англ. Henry Goulburn), который и вел фактически всю работу делегации. Британия претендовала на создание буферной зоны между Канадой и США для индейцев т. н. первых наций, исключительное право судоходства по Великим озёрам, право строить там укрепления и сохранение судоходства по Миссисипи. Позже требования сократились до удержания острова Маккинак и форта Ниагара. Но столкнувшись с несговорчивостью американцев, комиссия (с одобрения Лондона) согласилась на восстановление довоенного статус-кво.
Два новых отличия Гамбье последовали 7 июня 1815 года (Большой крест Ордена Бани) и 22 июля 1830 года (производство в Адмиралы флота).
Он умер 19 апреля 1833 года в собственном доме, Айвор Хауз, в Бэкингемшире, не оставив после себя детей.

## Память
По традиции в честь действующих лордов Адмиралтейства назывались британские географические открытия. Таким образом, появился архипелаг Гамбье в Полинезии, вулкан в Австралии и бухта Гамбье (англ. Gambier Bay) на Аляске (1800), а позже (1860) остров в Британской Колумбии (англ. Gambier Island). Адмиралтейство, однако, не сочло нужным назвать его именем ни один боевой корабль.
Американский эскортный авианосец USS Gambier Bay (1943) был назван уже в честь бухты.